# Eurema hapale
Eurema hapale is een vlindersoort uit de familie van de Pieridae (witjes), onderfamilie Coliadinae.
Eurema hapale werd in 1882 beschreven door Mabille.